# 49187 Zucchini
49187 Zucchini è un asteroide della fascia principale. Scoperto nel 1998, presenta un'orbita caratterizzata da un semiasse maggiore pari a 2,3247617 UA e da un'eccentricità di 0,0916730, inclinata di 4,33581° rispetto all'eclittica.
È intitolato al fisico teorico italiano Roberto Zucchini, docente all'Università di Bologna.